# قرار مجلس الأمن التابع للأمم المتحدة رقم 2053
قرار مجلس الأمن التابع للأمم المتحدة رقم 2053، المتخذ بالإجماع في 27 يونيو 2012.

## روابط خارجية
- نص القرار في undocs.org